# Бунвил (Мисисипи)
Вунвил (енгл. Booneville) град је у америчкој савезној држави Мисисипи.

## Демографија
По попису из 2010. године број становника је 8.743, што је 118 (1,4%) становника више него 2000. године.
| Група             | 2000.         | 2010.         |
| Белци             | 6.857 (79,5%) | 6.678 (76,4%) |
| Афроамериканци    | 1.595 (18,5%) | 1.771 (20,3%) |
| Азијати           | 27 (0,3%)     | 14 (0,2%)     |
| Хиспаноамериканци | 61 (0,7%)     | 165 (1,9%)    |
| Укупно            | 8.625         | 8.743         |